# Bajót
Bajót ist eine ungarische Gemeinde im Kreis Esztergom im Komitat Komárom-Esztergom. Zur Gemeinde gehört der südwestlich gelegene Ortsteil Péliföldszentkereszt.

## Geografische Lage
Bajót liegt Kilometer 15 südwestlich der Kreisstadt Esztergom an dem Fluss Bajóti-patak und 4 Kilometer vom rechten Ufer  der Donau entfernt, die die Grenze zur Slowakei bildet. Die höchste Erhebung ist der 374 Meter hohe Öreg-kő, östlich des Ortes gelegen. Nachbargemeinden sind Nyergesújfalu, Mogyorósbánya, Nagysáp und Lábatlan.

## Geschichte
Der Ort Bajót wurde von Vertretern der aus Aragonien (Spanien) stammenden westungarischen Adelsfamilie der Mattersdorf-Forchtensteiner gegründet.

### Gemeinde-Wappen
Das Siegel des Grafen Paul von Mattersdorf als königlicher Hofrichter zeigt einen widersehenden, auf einem Felsen stehenden Adler, dessen Flüge von Tatzenkreuzchen überhöht sind. Angeblich soll die Familie dieses Siegelzeichen schon in Spanien geführt haben. Die Umschrift dieses Siegels lautet: S.COMITIS.PAULI.IUDICIS.CURIE.REGIS. Das Siegel stammt daher aus der Zeit von 1328 bis 1349. Das dem Siegel entsprechende Familienwappen, von dem mehrere Varianten überliefert sind, weist in seiner vollständigsten Form im weißen (silbernen) Schild einen von einem roten Felsen auffliegenden, golden bewehrten und gekrönten schwarzen Adler auf, dessen Flüge von breitendigen roten Kreuzchen überhöht sind. Das Familienwappen der Mattersdorf-Forchtensteiner findet heute als Landeswappen des Burgenlandes und auch der Gemeinde Bajót im ungarischen Komitat Komárom-Esztergom (Komorn-Gran) Verwendung.

## Sehenswürdigkeiten
- Jankovich-Höhle und andere Höhlensysteme, östlich des Ortes gelegen
- Nepomuki-Szent-János-Statue
- Kalvarienberg, im Ortsteil Péliföldszentkereszt
- Römisch-katholische Kirche Szent Simon és Júda
- Römisch-katholische Kirche Szent Kereszt und Kloster, im Ortsteil Péliföldszentkereszt
- Skulptur Hegedűs a háztetőn, erschaffen von Ernő Tóth, im Ortsteil Péliföldszentkereszt

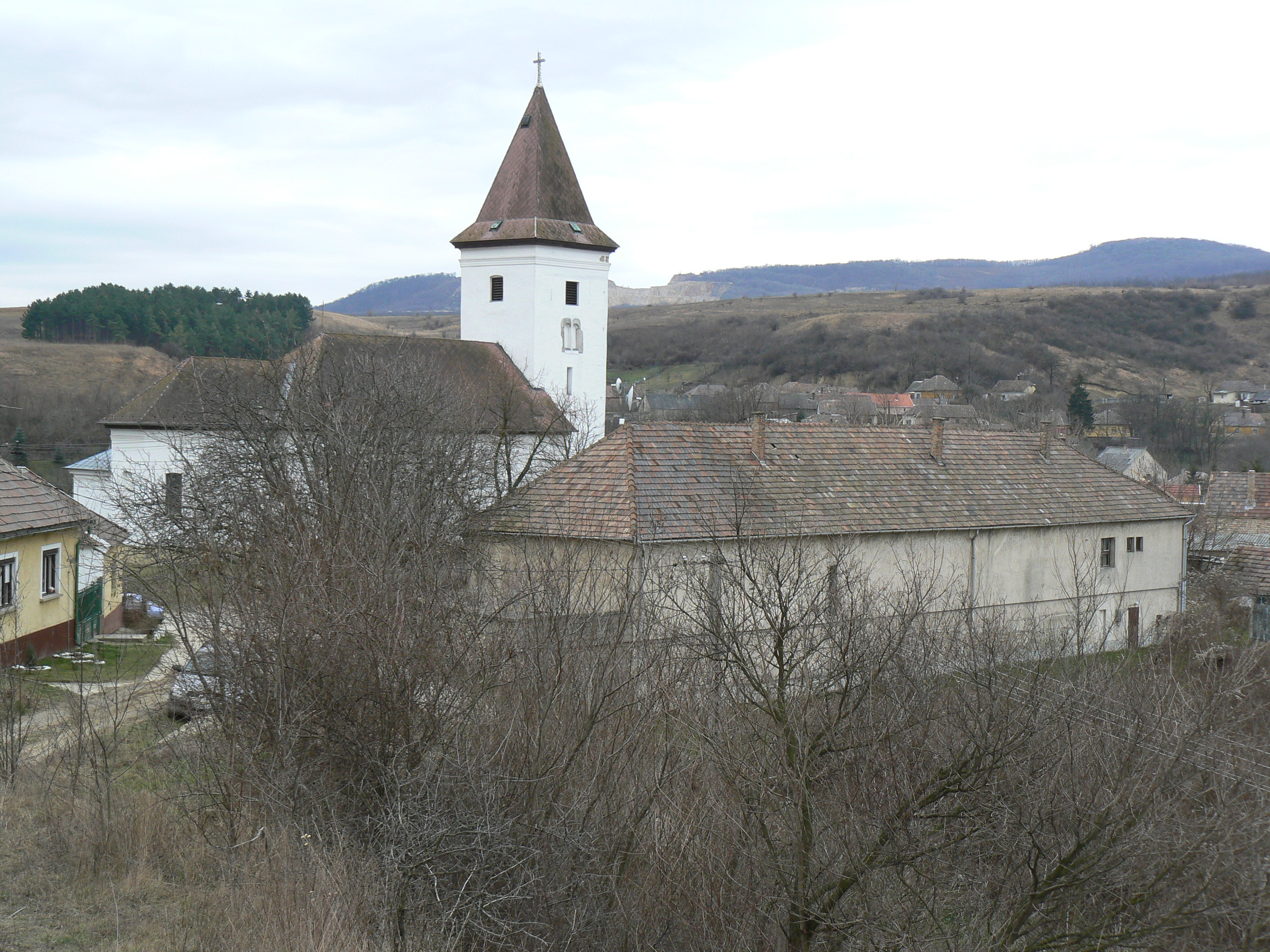
Römisch-katholische Kirche Szent Simon és Júda
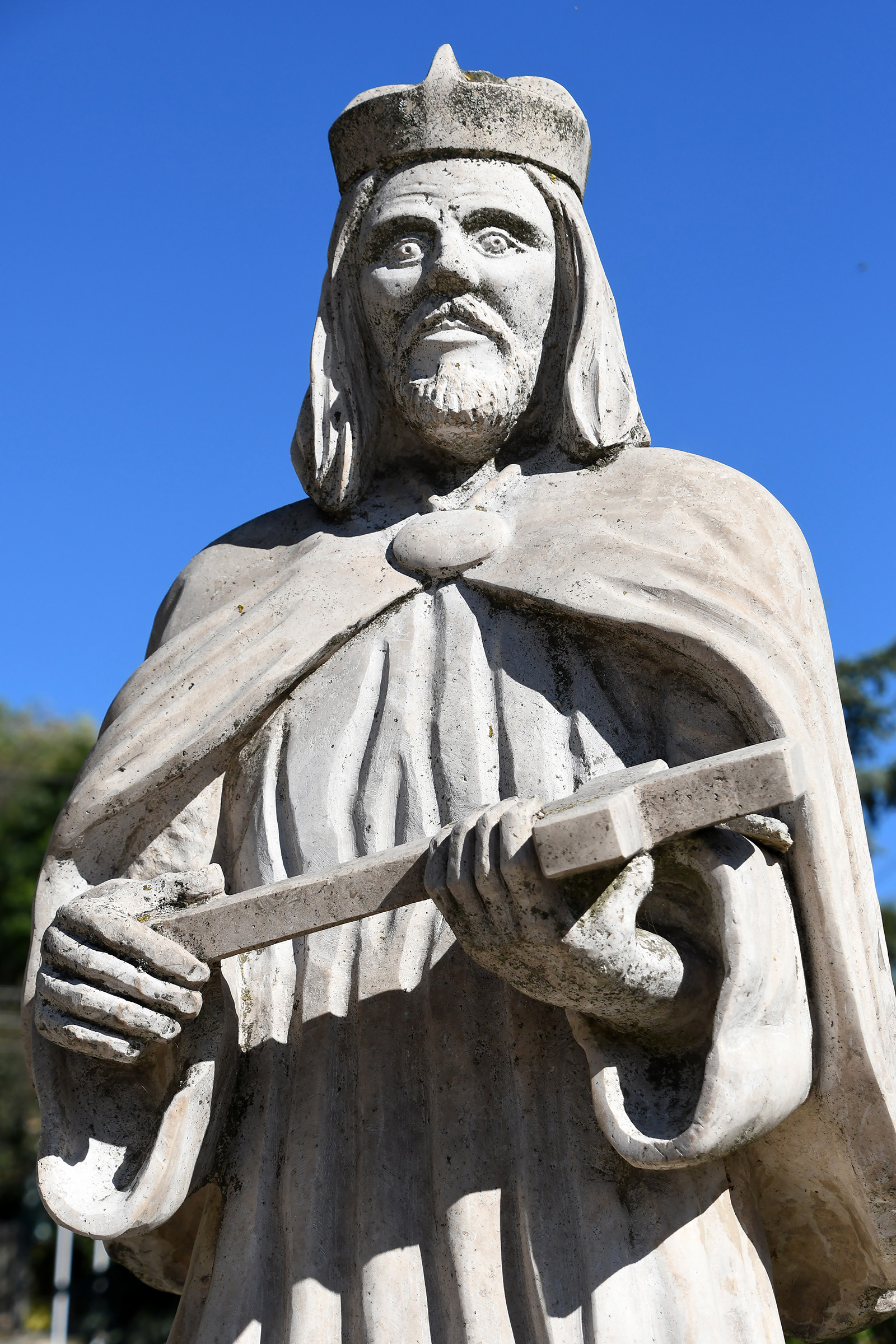
Nepomuki-Szent-János-Statue
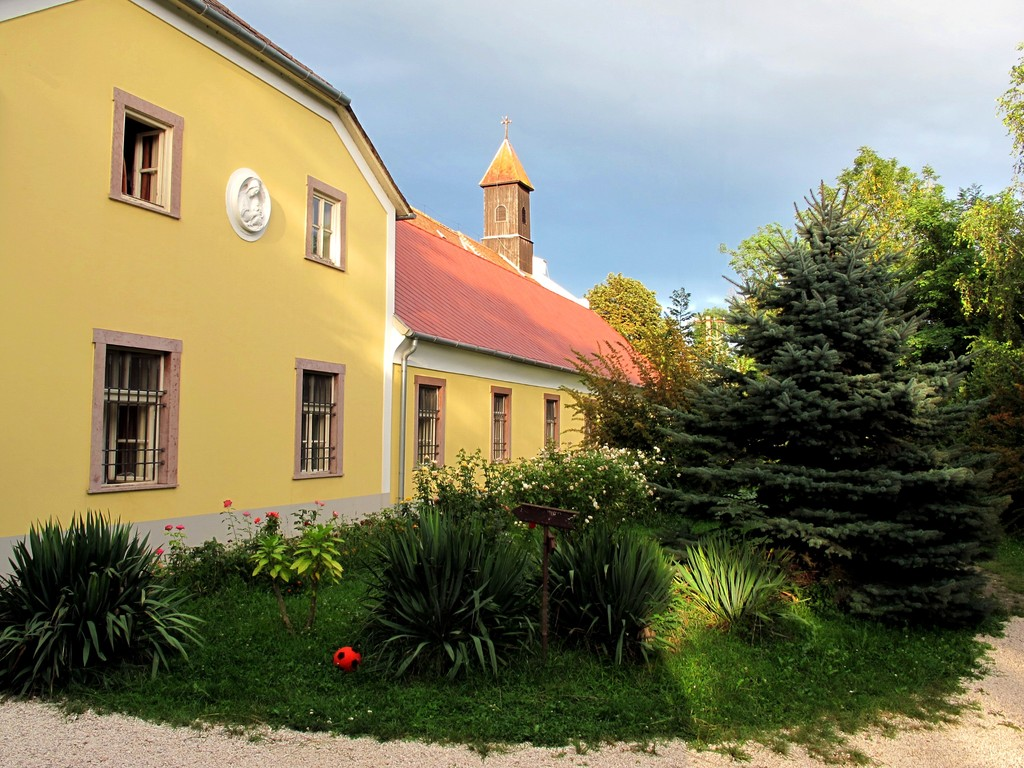
Römisch-katholische Kirche Szent Kereszt und Kloster
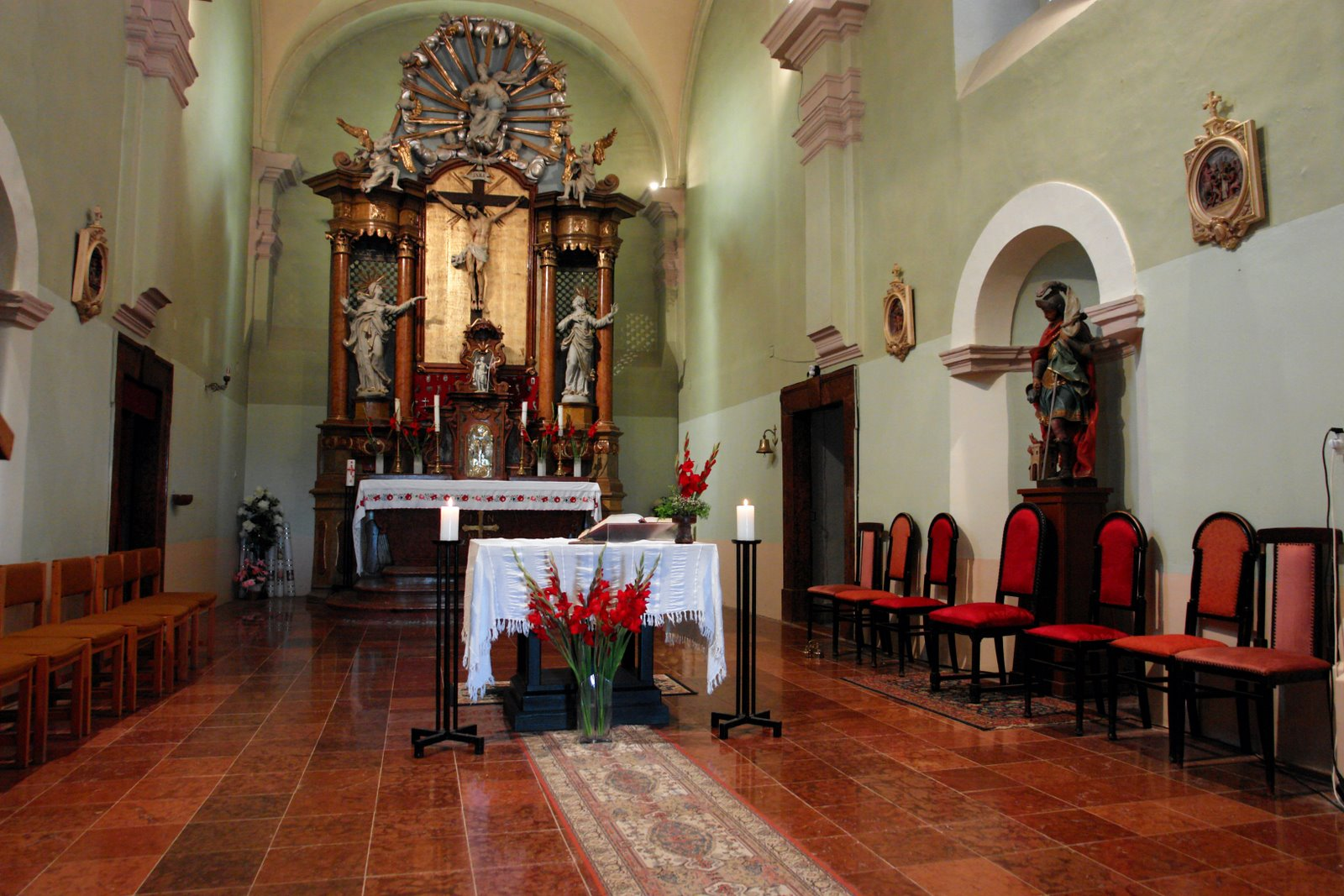
Innenraum der Kirche Szent Kereszt
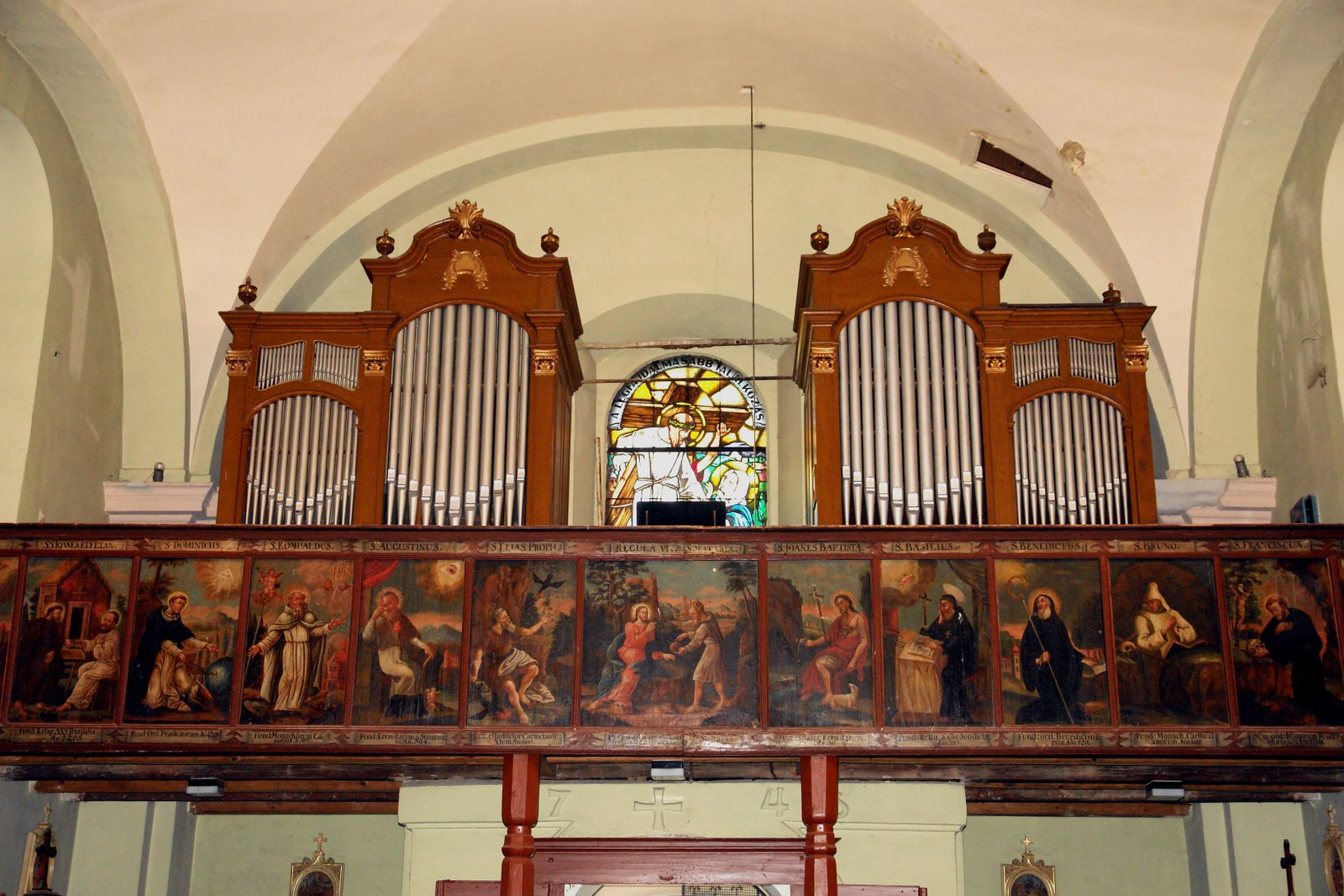
Blick auf die Orgel der Kirche Szent Kereszt
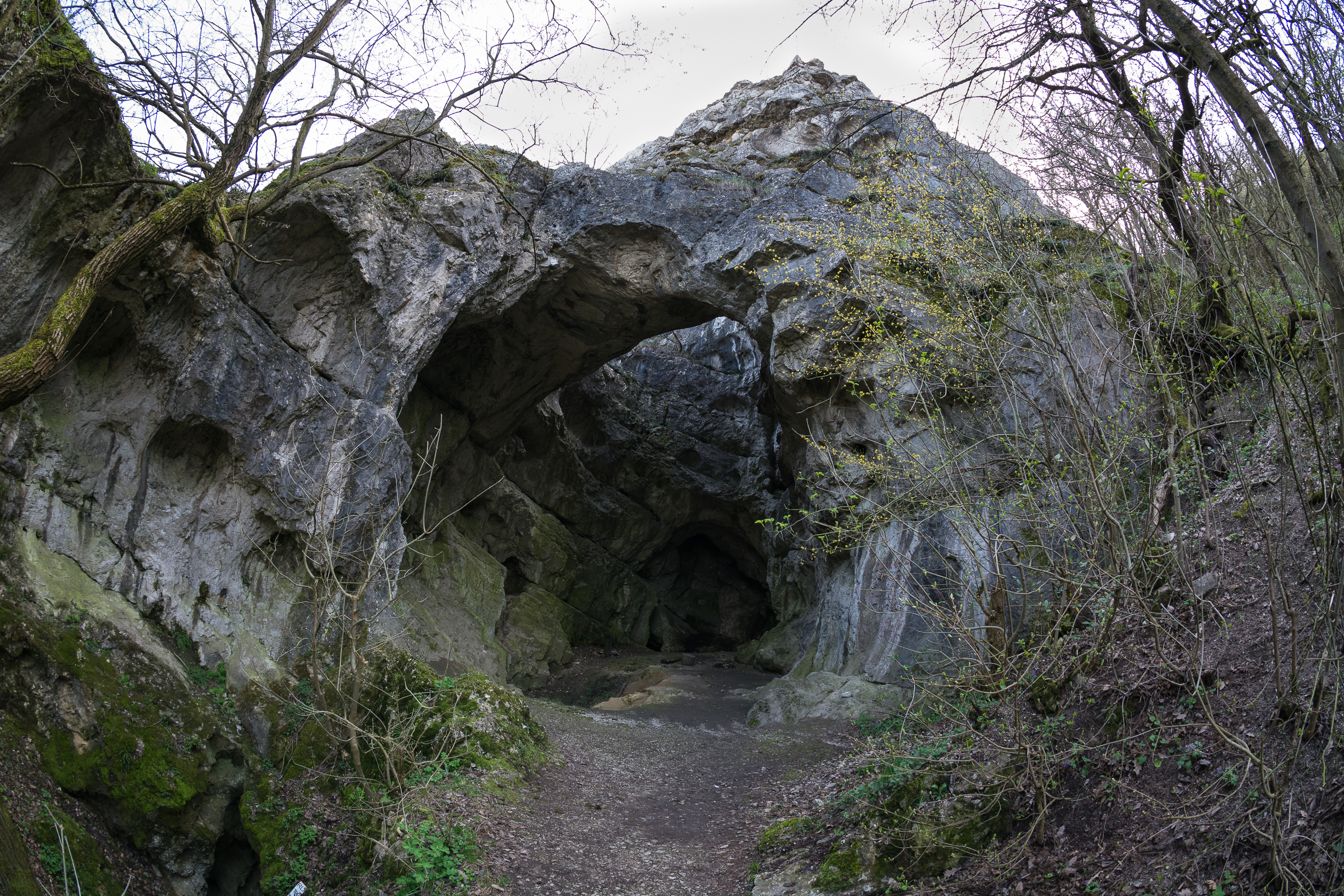
Eingang zur Jankovich-Höhle
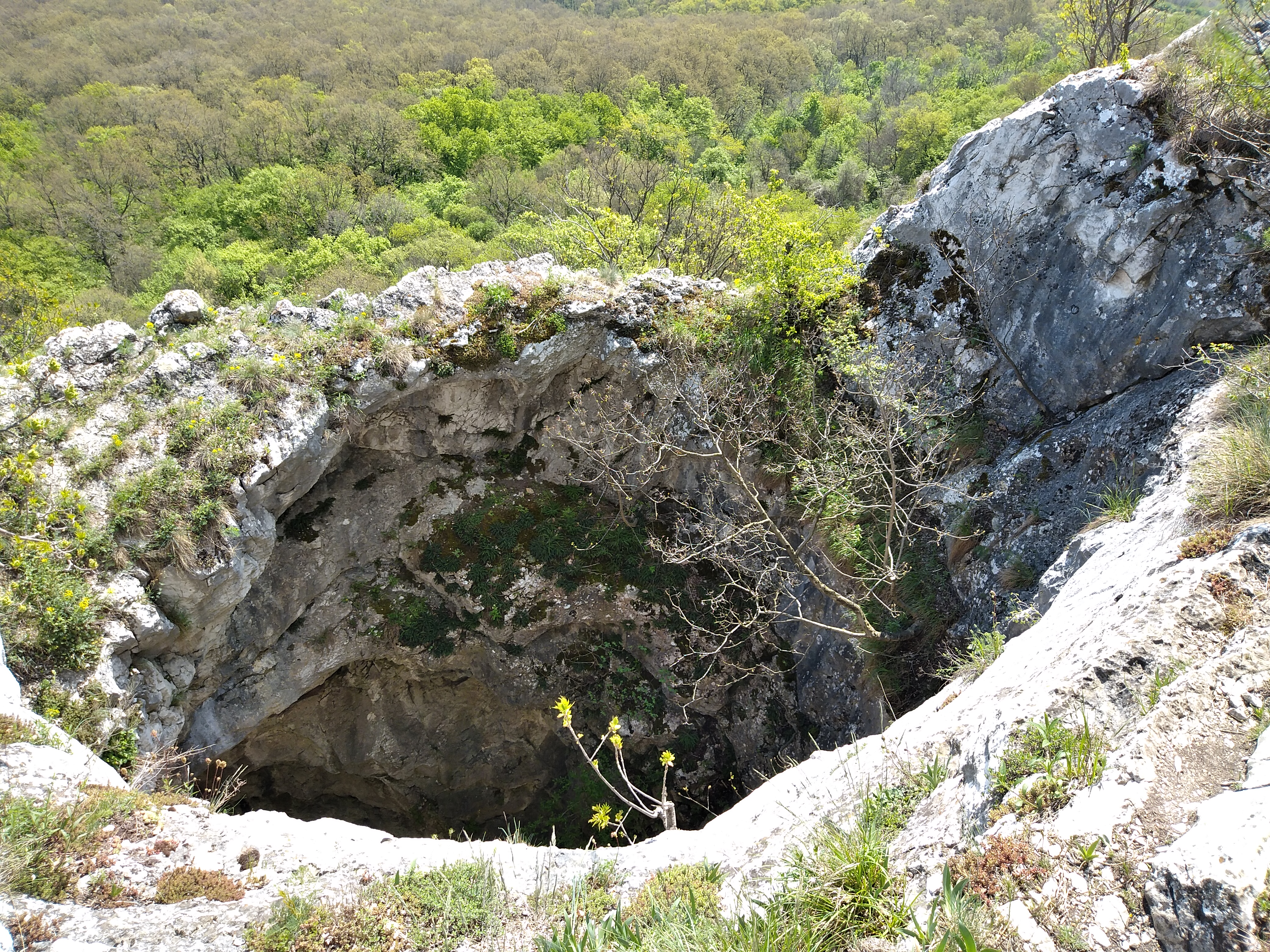
Schlot der Jankovich-Höhle
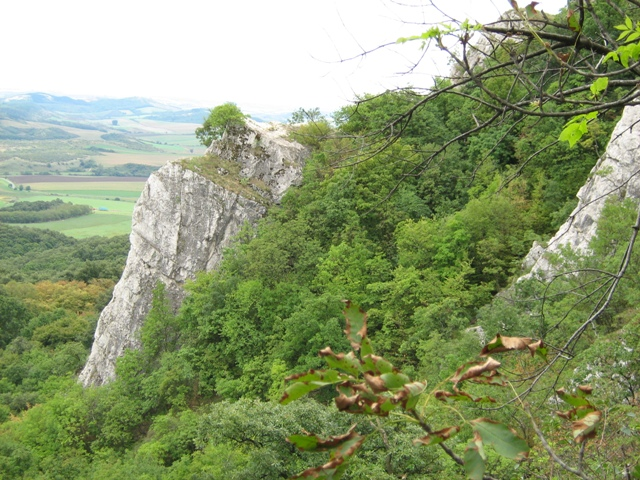
Öreg-kő

## Verkehr
In Bajót treffen die Landstraßen Nr. 1124, Nr. 1125 und Nr. 1126 aufeinander. Es bestehen Busverbindungen in den Ortsteil Péliföldszentkereszt, nach Nyergesújfalu, Lábatlan und Nagysáp. Der nächstgelegene Bahnhof befindet sich in Nyergesújfalu.